# Aconcagua
Aconcagua je gora v glavnem delu Principal Cordillere delu gorovja Andov v provinci Mendoza v Argentini. Je najvišja gora v Amerikah, najvišja zunaj Azije in najvišja na južni in zahodni polobli z višino 6961 metrov. Leži 112 kilometrov severozahodno od prestolnice province, mesta Mendoza, približno pet kilometrov od province San Juan in 15 km od meje Argentine s sosednjim Čilom. Gora je eden od tako imenovanih Seven Summits -  najvišjih vrhov po celinah.
Aconcaguo omejujeta Valle de las Vacas na severu in vzhodu ter Valle de los Horcones Inferior na zahodu in jugu. Gora in okolica sta del provincialnega parka Aconcagua. Gora ima številne ledenike. Največji je Ventisquero Horcones Inferior, dolg približno 10 km, ki se z južne stene spusti na približno 3600 m nadmorske višine v bližini tabora Confluencia. Dva druga velika ledeniška sistema sta sistem Ventisquero de las Vacas Sur in sistem Glaciar Este / Ventisquero Relinchos približne dolžine 5 km. Najbolj znan je severovzhodni ali Poljski ledenik, poimenovan po poljski odpravi leta 1934, saj gre za običajno pot vzpona.

## Etimologija
Izvor imena je negotov. Morda izvira iz jezika Mapučev Aconca-Hue, ki se nanaša na reko Aconcagua in pomeni 'prihaja z druge strani', kečuanščine Ackon Cahuak, kar pomeni 'Kamniti stražar' ali kečuanške Anco Cahuac, kar pomeni 'bela straža' ali ajmarščine Janq'u Q'awa, kar pomeni 'bela grapa'.

## Geološka zgodovina
Gora je nastala s subdukcijo Nazca plošče pod južnoameriško ploščo. Nekoč je bila Aconcagua aktivni stratovulkan (od pozne krede ali zgodnjega paleocena do miocena) in je bila sestavljena iz več vulkanskih kompleksov na robu porečja s plitkim morjem. Toda nekje v miocenu, pred približno 8 do 10 milijoni let, se je subdukcijski kot začel zmanjševati, kar je povzročilo zaustavitev taljenja in več vodoravnih napetosti med oceansko ploščo in kopnim, kar je povzročilo sunek preloma, ki je dvignil Aconcaguo iz njenega vulkanskega korena. Kamnine, ki jih najdemo na bokih Aconcague, so vulkanske in so sestavljene iz lave, breče in piroklastov. Plitvo morsko porečje je nastalo že prej (trias), še preden je Aconcagua nastala kot vulkan. Vendar je vulkanizem v tej regiji prisoten že od nekdaj, ko je bilo to porečje, zato se vulkanski nanosi v celotnem zaporedju prepletajo z morskimi nanosi. Barvita zelenkasta, modrikasta in siva nahajališča, ki jih lahko vidimo v dolini Horcones in južno od Puente Del Inca, so karbonati, apnenci, turbiditi in drugi, ki so napolnili to kotlino. Rdeče obarvane kamnine so intruzije, žlindra in konglomerati vulkanskega izvora.

## Vzponi
V alpinističnem smislu je Aconcagua tehnično enostavna gora, če se ji približa s severa po običajni poti. Aconcagua je verjetno najvišja netehnična gora na svetu, saj severna pot ne zahteva absolutno vrvi, cepina in klinov. Čeprav so vplivi nadmorske višine hudi (atmosferski tlak na vrhu je 40 % tistega na morski gladini), uporaba dodatnega kisika ni pogosta. Višinska bolezen bo do neke mere prizadela večino plezalcev, odvisno od stopnje aklimatizacije. Čeprav je običajni vzpon tehnično enostaven, se vsako leto na tej gori zgodi več žrtev (samo januarja 2009 je umrlo pet plezalcev). To je posledica velikega števila plezalcev, ki so poskusili in zato, ker mnogi plezalci podcenjujejo objektivna tveganja nadmorske višine in hladnega vremena, kar je pravi izziv na tej gori. Glede na vremenske razmere blizu vrha so poškodbe zaradi hladnega vremena zelo pogoste.
Poti do vrha z južnega in jugozahodnega grebena so zahtevnejše in vzpon na južno steno je precej težaven. Pot Poljske ledeniške poti, znana tudi kot pot Falso de los Polacos, prečka dolino Vacas, se povzpne na dno Poljskega ledenika, nato pa prečka normalno pot za zadnji vzpon na vrh. Tretja najbolj priljubljena pot je po samem Poljskem ledeniku.
Čuvaji provincialnega parka ne vodijo evidenc uspešnih vzponov, vendar ocene kažejo, da je stopnja 30 – 40 %. Približno 75 % plezalcev je tujcev, 25 % pa Argentincev. Med tujci po številu plezalcev vodijo ZDA, sledita Nemčija in Velika Britanija. Približno 54 % plezalcev se povzpne po normalni poti, 43 % po Poljski ledeniški poti, preostalih 3 % pa na drugih smereh.

## Tabori
Kampi na običajni poti so navedeni v nadaljevanju (nadmorske višine so približne).
- Puente del Inca, 2740 metrov: majhna vasica ob glavni cesti z objekti, vključno z domom.
- Confluencia, 3380 metrov: kamp nekaj ur v narodni park.
- Plaza de Mulas, 4370 metrov: bazno taborišče, ki naj bi bilo drugo največje na svetu (po Everestu). Obstaja več šotorov, tušev in dostop do interneta. Koča je približno 1 kilometer od glavnega kampa čez ledenik. V tem kampu zdravnik pregleda alpiniste, da preveri ali so dovolj sposobni za nadaljevanje vzpona.
- Kamp Canadá, 5050 metrov: velika polica s pogledom na Plaza de Mulas.
- Kamp Aljaska, 5200 metrov: v španščini se imenuje 'sprememba naklona', majhno območje, saj se pobočje od Plaza de Mulas do Nido de Cóndores zmanjšuje. Ni pogosto uporabljeno.
- Nido de Cóndores, 5570 metrov: velika planota s čudovitim razgledom. Tu je običajno kampiran čuvaj parkov.
- Kamp Berlín, 5940 metrov: klasični visoki kamp, ki nudi primerno zaščito pred vetrom.
- Kamp Colera, 6000 metrov: večji, čeprav nekoliko bolj izpostavljen kamp, ki se nahaja neposredno na severnem grebenu v bližini kampa Berlín, je vedno bolj priljubljen. Januarja 2011 je bilo v kampu Colera odprto zavetišče za izključno uporabo v nujnih primerih.[14] Zavetišče je dobilo ime Elena po italijanski plezalki Eleni Senin, ki je umrla januarja 2009 kmalu po dosegu vrha in katere družina je zavetišče podarila.[15]
- Nad Colero se nahaja več lokacij za kampiranje ali bivak, vključno s Piedras Blancas (~ 6100 m) in Independencia (~ 6350 m); vendar se le redko uporabljajo in nudijo malo zaščite.

Poskusi na vrhu se običajno opravijo iz visokega tabora Berlin ali Colera ali iz spodnjega tabora Nido de Cóndores.

### Smeri
- Normalni pristop: znana kot najlažja smer, se začne v "Plaza de mulas" (4260 m) in poteka do prve postaje "Portezuelo del Manso" (5200 m). Pri 6000 metrih so tri koče (Plantamura, Libertad in Berlin), kjer gorniki po navadi ostanejo nekaj dni, da se prilagodijo na višino. Iz te koče sta dve možni poti, prva neposredno do vrha in druga mimo koče Independencia (6500 m). Severne poti ne predstavljajo tehnične težave.
- Smer Poljskega ledenika
- Francoska smer - Južna stena
- Jugozahodna smer- Filo Ibañez, Grajales, Marmillod
- Smer vhodnega ledenika - Argentinska smer
- Jugozahodna smer - Ruta mendocina
- Slovenska smer '82 - južna stena: ta smer poteka direktno na južni vrh čez južno steno. Začne se levo od Gran canal central, znanem po plazovih. Prvenstven vzpon so opravili Slovenci Peter Podgornik, Pavel Podgornik, Zlatko Gantar in Ivan Rejc.
- Slovenska smer '86 - Južna stena

## Zgodovina
Prvi poskus Evropejcev na vrh Aconcague je bil leta 1883, skupine, ki jo je vodil nemški geolog in raziskovalec Paul Güssfeldt. Potem ko je podkupil nosače z zgodbo o zakladih na gori, se je gori približal prek reke Rio Volcan, dvakrat poskušal na vrhu ob severozahodnem grebenu in dosegel nadmorsko višino 6500 metrov. Pot, ki jo je našel, je zdaj običajna pot po gori.
Prvi zabeležen vzpon je bil leta 1897 z evropsko odpravo, ki jo je vodil britanski alpinist Edward FitzGerald. FitzGerald sam ni dosegel vrha v osmih poskusih med decembrom 1896 in februarjem 1897, toda (švicarski) vodnik odprave Matthias Zurbriggen je vrh dosegel 14. januarja. Po zadnjem poskusu mesec dni kasneje sta še dva člana odprave, Stuart Vines in Nicola Lanti, dosegla vrh 13. februarja.
Vzhodno stran Aconcagve je najprej osvojila poljska odprava, kjer so Konstanty Narkiewicz-Jodko, Stefan Daszyński, Wiktor Ostrowski in Stefan Osiecki dosegli vrh 9. marca 1934, na tem, kar je danes znano kot Poljski ledenik. Pot čez jugozahodni greben je januarja 1953 v sedmih dneh izvedla švicarsko-argentinska ekipa Frederico in Dorly Marmillod, Francisca Ibaneza in Fernanda Grajalesa. Slavno težko Južno lice je osvojila francoska ekipa pod vodstvom Renéja Ferleta. Pierre Lesueur, Adrien Dagory, Robert Paragot, Edmond Denis, Lucien Berardini in Guy Poulet so na vrh prišli po mesecu naporov 25. februarja 1954.
Od leta 2020 je najmlajši, ki je dosegel vrh Aconcague, Tyler Armstrong iz Kalifornije. Ko je dosegel vrh 24. decembra 2013, je bil star devet let. Kaamya Karthikeyan iz Indije je pri 12 letih je postala najmlajša deklica, ki je dosegla vrh 1. februarja 2020. Najstarejši, ki se je povzpel nanj, je bil Scott Lewis, ki je na vrh prispel 26. novembra 2007, ko je bil star 87 let.
V baznem taboru Plaza de Mulas (na 4300 m nadmorske višine) je najvišji šotor sodobne umetniške galerije z imenom Nautilus argentinskega slikarja Miguela Doure.
Leta 2014 je Kilian Jornet v 12 urah in 49 minutah postavil rekord v plezanju in spuščanju po Aconcagui iz Horconesa. Rekord je manj kot dva meseca kasneje podrl Ekvadorsko-švicarski Karl Egloff v času 11 ur 52 minut, skoraj uro hitreje od Kiliana Jorneta.
25. septembra 2019 je Airbus Helicopters H145 pristal na samem vrhu gore Aconcagua. Na tej višini je prvič v zgodovini pristal dvomotorni helikopter. Celotno potovanje je trajalo 45 minut, 30 minut od Mendoze in še 15 od baznega tabora do vrha. Poročali so o temperaturah do -22 ° C, sunki vetra so bili do 30 vozlov. To ni najvišji helikopter, ki je doslej pristal, saj je enomotorni helikopter Airbus H125 pristal na Mount Everestu, najvišji gori na svetu.

### Rekordi
- Prvi vzpon: Mathias Zurbriggen  Švica (1897)
- Prvi vzpon ženske: Adrienne Bance  Francija (1940)
- Prvi vzpon Argentinca: Nicholas Plantamura  Argentina (1934)
- Prvi vzpon - južna stena: Paragot, Poulet, Dagory, Berandini, Lesseur in Denis  Francija  (1954)
- Prvi spust - južna stena: Slavko Svetičič  Jugoslavija (1988)
- Najhitrejši vzpon po normalni smeri: D. Porsche - 5,45 ur  Nemčija (1991)
- Prvi vzpon - zimski: E. Huerta, H. Vasalla in F. Godoy  Argentina (11.09 - 15.09.1953)
- Prvi vzpon solo: Ivan Girardini  Francija (1981)
- Prvi vzpon - zimski - južna stena: Japonska skupina  Japonska(1981)
- Prvi ženski vzpon - južna stena: Titonne Bouchard  ZDA

## V popularni kulturi
Gora ima kamejo v Disneyevi risanki Pedro iz leta 1942, v kateri je majhno antropomorfno letalo z imenom Pedro, ki ima skoraj katastrofalno srečanje z Aconcaguo med prevozom pošte čez Ande.

## Nevarnosti
Aconcagua je s skoraj 7000 m najvišji vrh zunaj Azije. Verjame se, da ima najvišjo stopnjo smrtnosti od vseh gora v Južni Ameriki - približno tri na leto -, kar ji je prineslo vzdevek Gora smrti. Od začetka zapisov je na Aconcagvi umrlo več kot 100 ljudi.
Zaradi neustreznega odstranjevanja človeških odpadkov v gorskem okolju obstajajo velike nevarnosti za zdravje, ki ogrožajo živali in ljudi. Za pitje je dovoljena samo kuhana ali kemično obdelana voda. Poleg tega so okolju prijazna stranišča na voljo samo članom organizirane odprave, kar pomeni, da morajo imeti plezalci »pogodbo za stranišče« v baznem taboru in podobnih kampih na poti. Trenutno se iz dveh baznih taborov (Plaza de Mulas in Plaza Argentina) vsako sezono s helikopterjem odpelje več kot 120 sodov odpadkov (približno 22.500 kg). Poleg tega morajo posamezni planinci pred uporabo teh stranišč opraviti plačilo. Nekateri veliki organizatorji zahtevajo do 100 ameriških dolarjev, nekateri manjši 5 dolarjev / dan ali 10 dolarjev za celotno bivanje. Tako mnogi posamezni planinci iztrebljajo na pobočju gore.

## Mitološki pomen
Za Inke je bila Aconcagua sveta gora. Kot na drugih gorah (npr. Ampato) so tudi tu gradili oltarje in darovali žrtve, vključno s človeškimi. Najdišča, odkrita leta 1985 na nadmorski višini 5167 m, so med najvišjimi na svetu in jih je najtežje doseči med vsemi inkovskimi. Tu so v kamnitih zidovih (mumija iz Aconcague) našli ostanke otroka, položenega na travi, tkanini in perju. Oblačila kažejo, da je bil otrok pripadnik najvišjega družbenega razreda. Druge najdene daritve so figure in listi koke.